# Wilczyska (województwo małopolskie)
Wilczyska – wieś w Polsce w województwie małopolskim, w powiecie gorlickim, w gminie Bobowa. W latach 1975–1998 miejscowość należała administracyjnie do województwa nowosądeckiego.

## Położenie
Wilczyska leżą na Pogórzu Ciężkowickim, w dolinie Białej Dunajcowej, pomiędzy Bobową na północy a Grybowem na południu. Zabudowania wsi leżą na wysokości ok. 270–300 m n.p.m. na prawym brzegu rzeki. Przez wieś, wzdłuż doliny Białej, biegnie linia kolejowa Tarnów – Stróże oraz droga nr 981 Zborowice – Krynica-Zdrój.

## Części wsi
| SIMC    | Nazwa    | Rodzaj    |
| ------- | -------- | --------- |
| 0418283 | Jeżów    | część wsi |
| 0418290 | Koczanka | część wsi |
| 0418308 | Moroń    | część wsi |

## Historia
Wieś założona zapewne jeszcze w XIII w., wzmiankowana w 1335 roku. Od XIV w. była siedzibą rzymskokatolickiej parafii św. Stanisława Biskupa i Męczennika. Na przełomie XVI i XVII w. funkcjonowała tu kuźnica. Od końca XIX w. ośrodek ruchu ludowego.
W latach II wojny światowej aktywny ośrodek ruchu oporu, znany jako „partyzancka wieś”. Rankiem 29 sierpnia 1944 roku wieś została otoczona przez oddział 200 hitlerowców i spacyfikowana. Aresztowano wówczas 18 osób, w tym rodziny Wątróbskich i Baranów. 8 z nich po przesłuchaniach przez Gestapo zamordowane za działalność konspiracyjną na wzgórzu Matelanka koło Grybowa, pozostałe wywieziono do obozów zagłady.
27 marca 1945 roku zamordowani na wzgórzu Matelanka zostali ekshumowani pochowani w Wilczyskach gdzie odbył się uroczysty pogrzeb a siedem osób z Wilczysk, z rodzin Wątróbskich i Baranów oraz inspektora Batalionów Chłopskich Alojzego Wiatra. Na cmentarzu parafialnym w Wilczyskach znajduje się zbiorowa mogiła i pomnik ku czci pomordowanych.

## Zabytki
Obiekt wpisany do rejestru zabytków nieruchomych województwa małopolskiego.
- Murowana kapliczka przydomowa z 1888 roku, na działce ew. 634/4;
- dwór obronny w osiedlu Jeżów z początków XVI wieku.

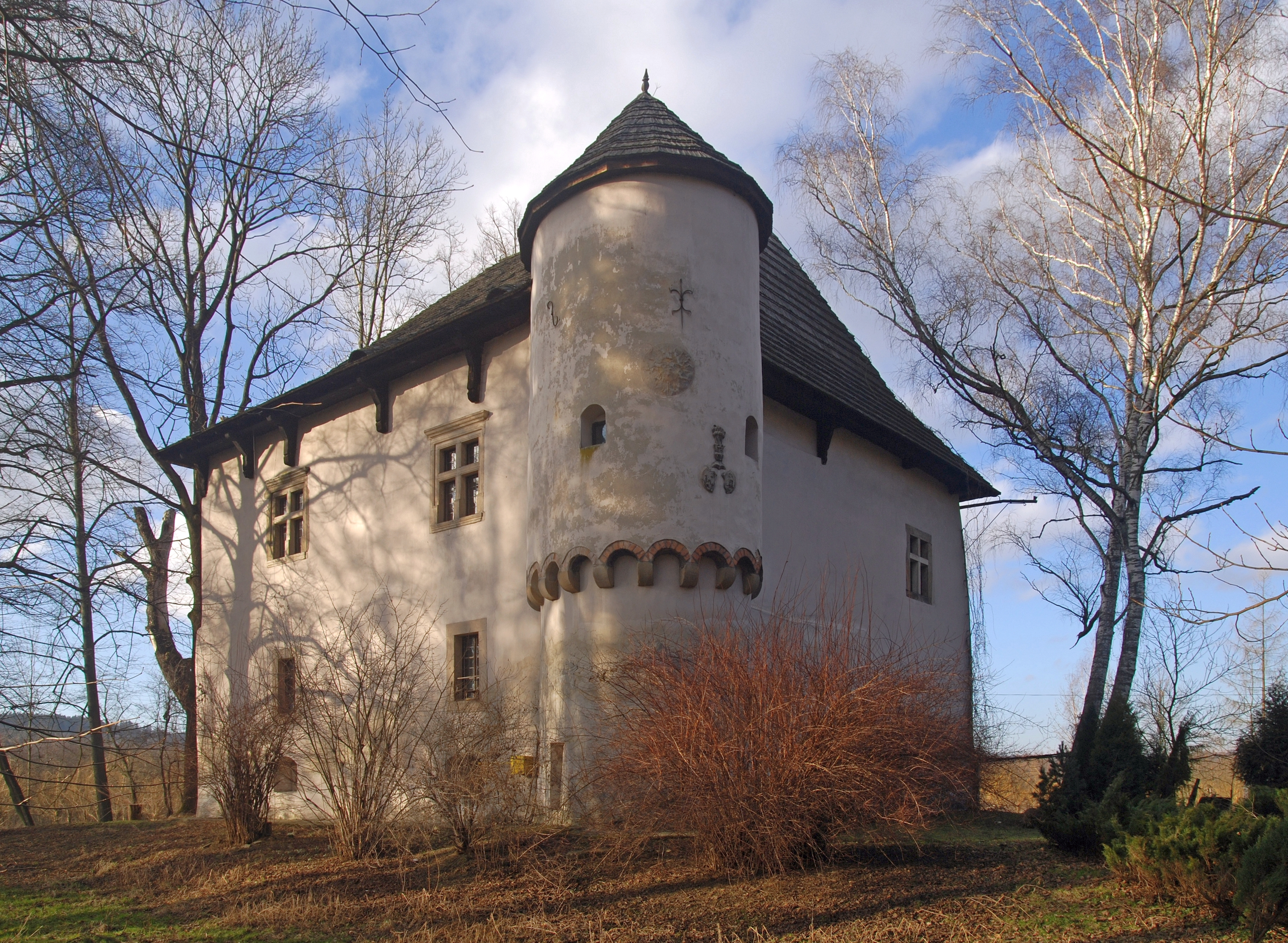
Dwór obronny z XV w. w Jeżowie
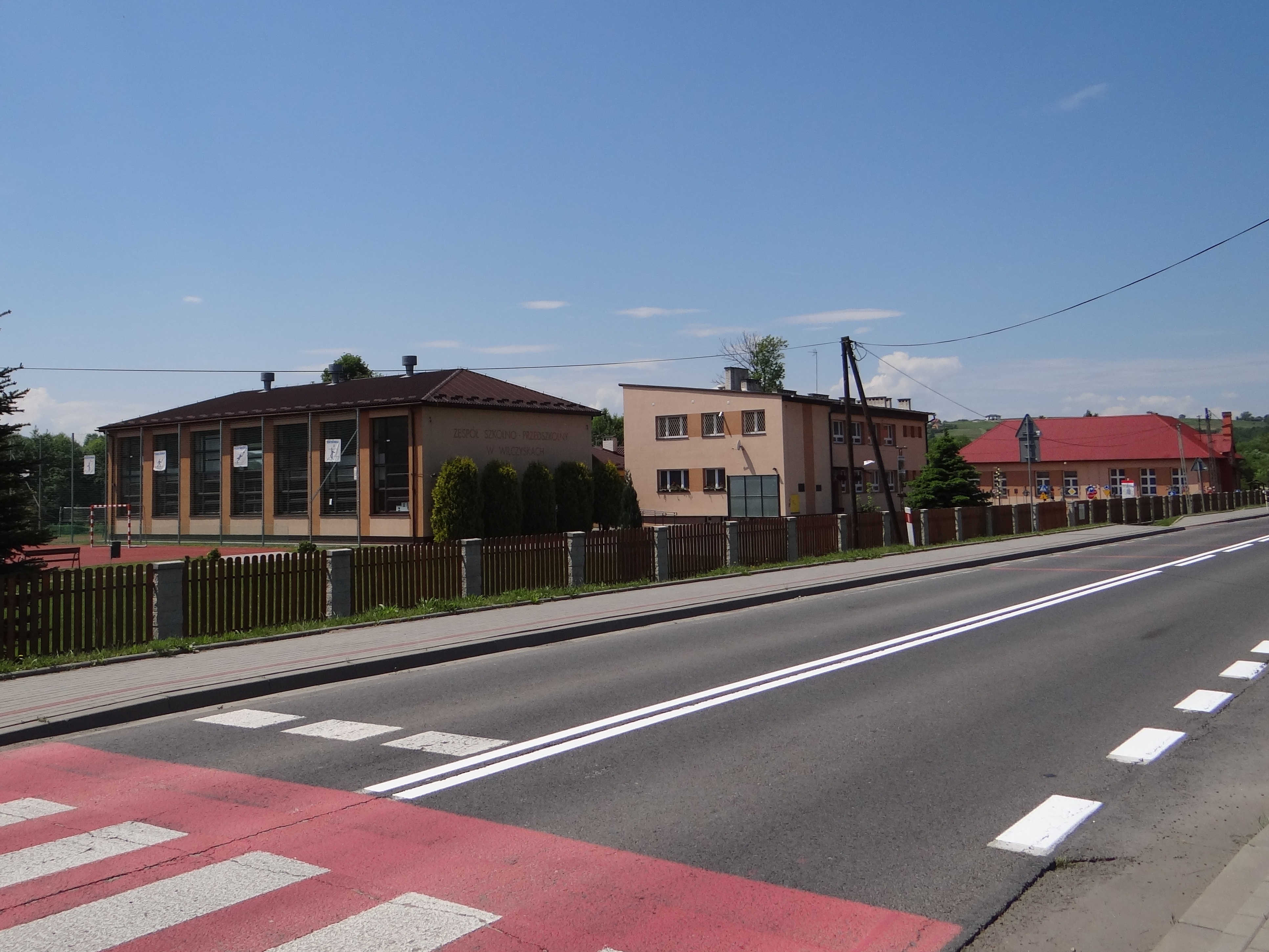
Zespół szkół w Wilczyskach
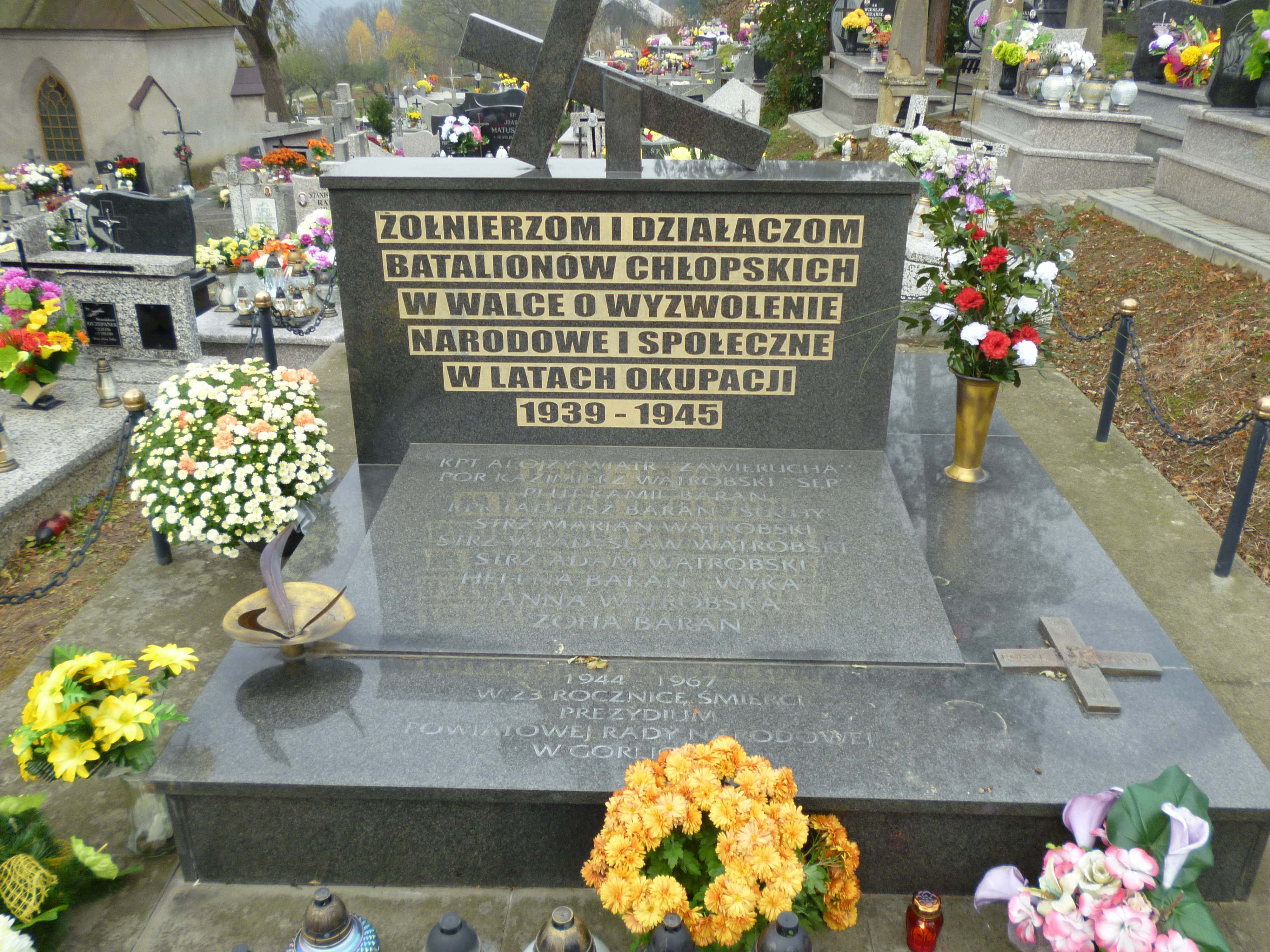
Pomnik, grób zbiorowy zamordowanych przez Gestapo w Wilczyskach

## Osoby związane z miejscowością
- Kazimierz Wątróbski (1916–1944) – działacz ludowy i członek ruchu oporu z czasów II wojny światowej.
- Adam Rysiewicz ps. „Teodor”, „Skiba” (1918–1944) – członek ruchu oporu, działacz socjalistyczny i niepodległościowy.
- Jan Cieluch (1866-1956) – polski polityk, działacz ruchu ludowego, poseł do Sejmu Krajowego Galicji oraz Sejmu II Rzeczypospolitej